# Eldar Mikayilzade
Eldar Mikayilzade (en azéri : Eldar Hidayət oğlu Mikayılzadə né le 18 janvier 1956 à Amirdjan, Surakhani distr. de Bakou ) est un peintre de tapis azerbaïdjanais; Artiste du peuple d'Azerbaïdjan (2018), membre de l'Union des artistes de l'URSS (1986), de l'Union des artistes de Russie (2004) et de l'Union des artistes de l'UNESCO.

## Biographie
En 1971-1975, Eldar Mikayilzade est diplômé de l'école d'art de Bakou nommée d'après Azim Azimzade. En 1978-1983 il étudie à la faculté des arts appliqués décoratifs de l'Institut d'art d'État d'Azerbaïdjan, avec une spécialisation en tissage de tapis. Il poursuit ses études à l'Académie des Arts de Leningrad.
En 1977, il dédie sa première œuvre d'art à son village natal et le nomme « Yeni Khila » en signe de respect et d'amour.

## Activité professionnelle
Depuis 1984, il commence son activité comme peintre de tapis.
Tout d'abord, il travaille dans le département de tissage de tapis de l'Académie nationale des sciences d'Azerbaïdjan, puis en tant qu’artiste en chef dans l'Union scientifique de production créative "Azerkhalcha". Il poursuit son travail au sein de cette association en tant que directeur général adjoint, directeur général par intérim. Plus tard, il crée sa propre société "Khali".
Eldar Mikayilzade est l'auteur des premières esquisses du manat azerbaïdjanais.
Actuellement, il travaille comme professeur principal à l'Académie des beaux-arts d'Azerbaïdjan et, depuis 1993, il est vice-président du Département des affaires culturelles des musulmans du Caucase.
Depuis 1986, Eldar Mikayilzade est membre de l'Union des artistes de l'URSS, depuis 2004 de l'Union des artistes russes et de l'Union des artistes de l'UNESCO.
Ses œuvres sont conservées dans des collections privées en Russie, en Grande-Bretagne, en France, en Turquie, en Arabie Saoudite et au Koweït.

## Distinctions et prix
- Médaille d’or à l’expo de Francfort
- Peintre du Peuple de l’Azerbaidjan